# 安娜·塞萊茨妮娃
安娜·塞萊茨妮娃（Anna Selezneva；1990年7月29日—），俄羅斯超級名模。她是高級時裝品牌：Versace、Calvin Klein及Ralph Lauren的代言人。安娜上過Vogue Italia及Numero等雜誌封面或內頁，也有參與Chanel、Christian Dior、Balmain、Anna Sui等著名時裝及奢侈品的時裝展。安娜現在在Models.com的Top 50 Women中排23名。